# Liste d'unités parachutistes françaises

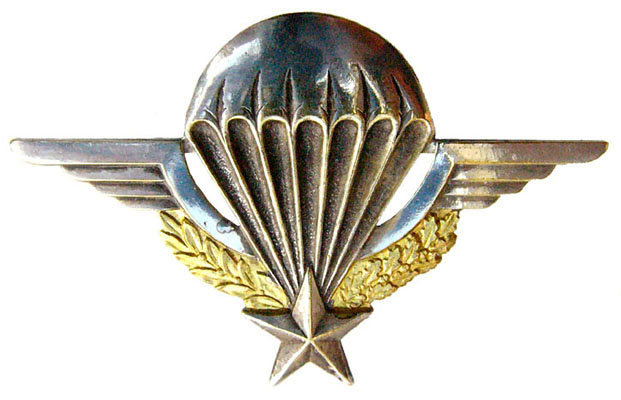
Brevet militaire de parachutiste de l'armée française.

L’Histoire du parachutisme militaire français a commencé lorsque l'armée française a constitué durant l’entre-deux-guerres des unités spécialisées de parachutistes. Issues au départ de l'armée de l'air, elles seront rapidement intégrées à l'armée de terre puis réparties dans l'ensemble des composantes de l'armée.

## Armée de terre

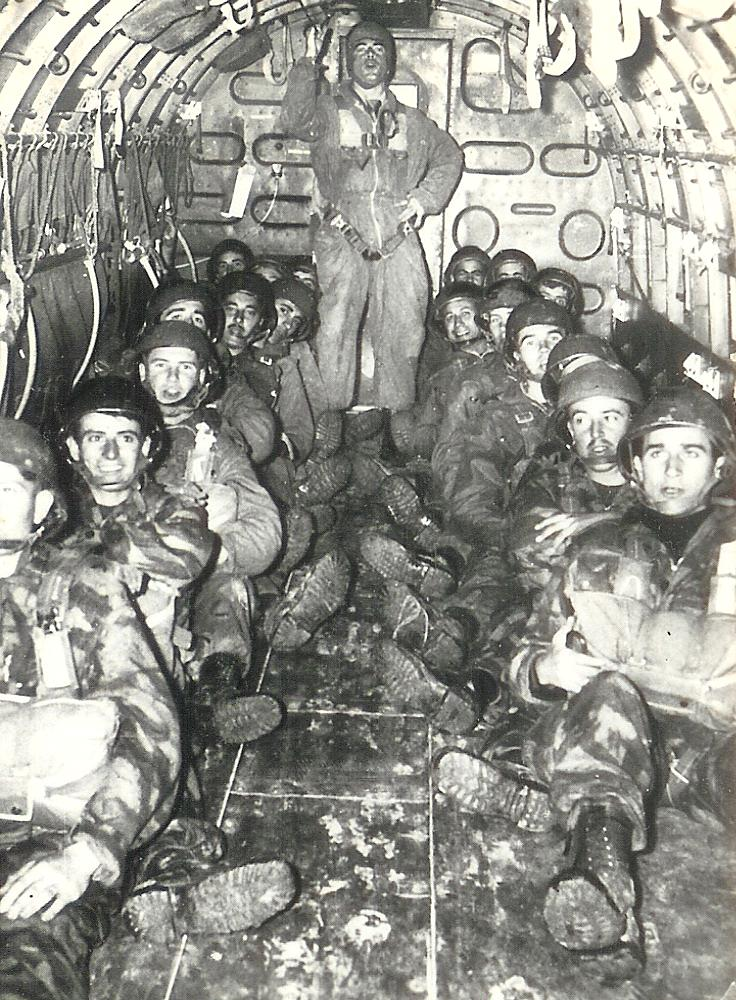
Parachutistes français à bord d'un Douglas C-47 Skytrain à la fin des années 1950.

### Grandes unités

#### Divisions
- 24e division aéroportée (24e DAP, dissoute).
- 25e division aéroportée (25e DI puis 25e DAP, dissoute).
- 25e division d'infanterie aéroportée (25e DIAP, dissoute).

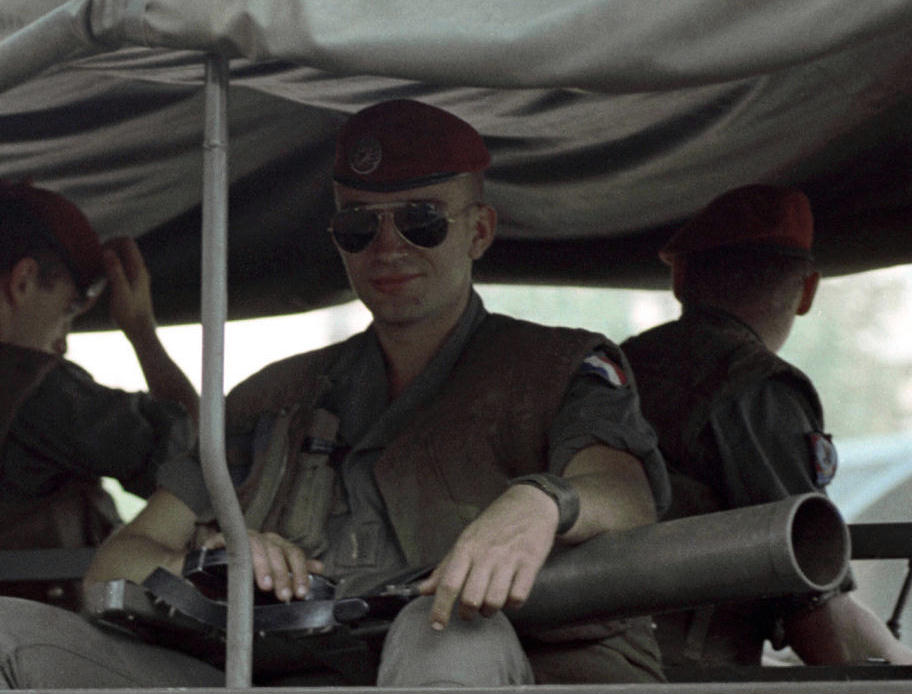
Parachutistes français de la Force multinationale de sécurité à Beyrouth avec un LRAC F1, 1 avril 1983

- 25e division parachutiste (25e DP, dissoute).
- 10e division parachutiste (10e DP, dissoute).
- 11e division légère d’intervention (11e DLI)
- 11e division parachutiste (11e DP).

#### Brigades et groupements
- Service Action/Militaire (Devenu Service Action)
- Brigade de parachutistes coloniaux (BPC)
- Brigade de choc
- Brigade de parachutistes d'outre- mer (BPOM)
- 11e brigade parachutiste (11e BP)
- 20e brigade parachutiste
- 25e brigade parachutiste
- Groupement des commandos parachutistes (GCP)
- Groupement des commandos parachutistes de réserve générale. (GCP-RG)
- Groupement aéroportés (GAP).
- Groupement spécial autonome
- Commandement des opérations spéciales
- Brigade des Forces Spéciales Terre (Devenu CAST)

#### Demi-brigades
- Demi-brigade parachutiste SAS (DBP SAS)
- Demi-brigade coloniale de commandos parachutistes SAS (DBCCP/SAS)
- 1re demi-brigade coloniale de commandos parachutistes (1re DBCCP)
- 2e demi-brigade coloniale de commandos parachutistes (2e DBCCP)
- Demi-brigade de marche parachutiste (DBMP)
- 11e demi-brigade parachutiste de choc (11e DBPC)

### Écoles et centres de formation
- Base école des troupes aéroportées (BETAP)
- École des troupes aéroportées (ETAP)
- Brigade école des parachutistes coloniaux
- Centre National d'Instruction Parachutiste (CNIP) Orléans. Dissous
- 11e régiment parachutiste d'instruction et d'entrainement (11e RPIE), héritier du 6e RPIMa

### Légion étrangère
- 1er bataillon étranger de parachutistes ou 1er régiment étranger de parachutistes (1er REP - dissous)
- 2e bataillon étranger de parachutistes ou 2e régiment étranger de parachutistes (2e REP - en activité)
- 3e bataillon étranger de parachutistes ou 3e régiment étranger de parachutistes (3e REP - dissous)
- 1re compagnie étrangère parachutiste de mortiers lourds (1re CEPML - dissoute)
- Compagnie étrangère de ravitaillement par air (CERA - dissoute)

### Artillerie
- 5e régiment d'artillerie de campagne aéroporté (5e RACAP - dissous)
- 6e régiment d'artillerie légère parachutiste (6e RALP - dissous)
- 20e régiment d'artillerie légère parachutiste (20e RALP - dissous) puis 20e groupe d'artillerie parachutiste (20e GAP - dissous).
- 35e régiment d'artillerie parachutiste (35e RAP)

### Cavalerie
- 1er régiment de hussards parachutistes (1er RHP)
- 13e régiment de dragons parachutistes (13e RDP)

### Génie
- 17e bataillon du génie aéroporté (17e BGAP - dissous)
- sections du 61e et 71e bataillons du génie en Extrême-Orient (61e BG et 71e BG - dissous),
- sections et 17e compagnie parachutiste du génie du 17e BGAP en Indochine (dissous)
- 60e, 61e et 75e compagnies du génie aéroporté en Algérie (60e CGAP, 61eCGAP et 75e CGAP - dissoutes)
- 17e régiment du génie parachutiste (17e RGAP puis 17e RGP)

### Infanterie

#### Chasseurs à pied
- 5e bataillon de chasseurs aéroportés (5e BCAP - dissous)
- 10e bataillon parachutiste de chasseurs à pied (10e BPCP - dissous)

#### Infanterie
- 18e régiment d'infanterie parachutiste de choc (18e RIPC - dissous)
- 21e régiment d'infanterie aéroporté (21e RIAP - dissous)

Dont Chasseurs parachutistes :
- 1er régiment de chasseurs parachutistes (1er RCP)
- 2e régiment de chasseurs parachutistes (2e RCP - dissous)
- 3e régiment de chasseurs parachutistes (3e RCP - dissous)
- 4e régiment de chasseurs parachutistes (4e RCP - dissous)
- 5e régiment de chasseurs parachutistes (5e RCP - dissous)
- 9e régiment de chasseurs parachutistes (9e RCP - dissous) ex 9e Régiment d'infanterie
- 14e régiment de chasseurs parachutistes (14e RCP - dissous) ex 14e Régiment d'infanterie
- 18e régiment de chasseurs parachutistes (18e RCP - dissous) ex 18e Régiment d'infanterie

#### Parachutistes de choc
- 1er bataillon de choc (1er BC - dissous) ;
- 2e bataillon de choc / Bataillon Janson-de-Sailly ou Bataillon Gayardon (2e BC - dissous) ;
- 3e bataillon de choc / Groupe des commandos de France (3e BC - dissous) ;
- 4e bataillon de choc / Commando de Cluny (4e BC - dissous) ;
- 5e bataillon de choc / Groupe des commandos d'Afrique (5e BC - dissous) ;
- 6e bataillon de choc / Commando de Provence (6e BC - dissous) ;
- 1er bataillon parachutistes de choc (1er BPC - dissous)
- 2e bataillon parachutiste de choc (2e BPC - dissous) ;
- 1er régiment d'infanterie de choc aéroporté (1er RICAP - dissous) ;
- 11e régiment parachutiste de choc (BCAP n°11, 11e BPC - intégré à 11e DBPC - et 11e RPC puis CPIS) ;
- 12e bataillon parachutiste de choc (12e BPC - dissous) ;
- Groupement de commandos mixtes aéroportés (GCMA - dissous)
- Centre Parachutiste d'Entrainement Spécialisé (CPES)
- Centre Parachutiste d'Instruction Spécialisé (CPIS)
- Centre Parachutiste d'Entrainement aux Opérations Maritimes (CPEOM)
- Centre d'Instruction des Réserves Parachutistes (CIRP)

### Coloniale et troupes de marine

#### Régiments coloniaux et d'infanterie de marine
- 1er régiment de parachutistes d'infanterie de marine (1er RPIMa)
- 2e régiment de parachutistes d'infanterie de marine (2e RPC puis 2e RPIMa)
- 3e régiment de parachutistes d'infanterie de marine (3e RPC puis 3e RPIMa)
- 5e bataillon de parachutistes d'infanterie de marine (5e BPIMa - dissous)
- 6e régiment de parachutistes d'infanterie de marine (6e RPC puis 6e RPIMa)
- 7e régiment de parachutistes d'infanterie de marine (7e RPC puis 7e RPIMa - dissous)
- 8e régiment de parachutistes d'infanterie de marine (8e RPC puis 8e RPIMa)

#### Bataillons et groupes coloniaux (BCCP, GCCP et BPC)
- 1er bataillon colonial de commandos parachutistes (1er BCCP, 1er GCCP puis 1er BPC)
- 2e bataillon colonial de commandos parachutistes (2e BCCP, 2e GCCP puis 2e BPC)
- 3e bataillon colonial de commandos parachutistes (3e BCCP puis 3e BPC)
- 4e bataillon colonial de commandos parachutistes (4e BCCP - dissous)
- 5e bataillon parachutiste d'infanterie coloniale (5e BPIC - dissous)
- 5e bataillon colonial de commandos parachutistes (5e BCCP puis 5e BPC - dissous)
- 6e bataillon colonial de commandos parachutistes (6e BCCP, 6e GCCP puis 6e BPC)
- 7e bataillon colonial de commandos parachutistes (7e BCCP, 7e GCCP puis 7e BPC - dissous)
- 8e bataillon de parachutistes coloniaux (8e BPC)
- 10e bataillon de parachutistes coloniaux (10e BPC)
- Groupe colonial de commandos parachutistes de Madagascar (GCCP Madagascar - dissous)
- Groupe colonial de commandos parachutistes d'AEF (GCCP AEF - dissous)
- Compagnie parachutiste d'infanterie de marine (CPIMA et 6e CPIMa - dissoute)
- compagnies parachutistes du 1er régiment interarmes d'outre-mer (1er RIAOM - dissous)

### Régiments du train français

#### Compagnies et régiments
- Compagnies de ravitaillement par air (CRA)
- Régiment de livraison par air (RLA - dissous)
- 1er régiment du train parachutiste (1er RTP)
- 7e régiment parachutiste de commandement et de soutien (7e RPCS - dissous)
- 14e régiment d'infanterie et de logistique parachutiste (14e RILP)

#### Bases aéroportées
- Base aéroportée nord (BAPN - dissoute)
- Base aéroportée sud (BAPS - dissoute)
- Base aéroportée d'Afrique du Nord (BAP/AFN - dissoute)
- Base opérationnelle mobile aéroportée (BOMAP - dissoute)

### Matériel
- 3e régiment du matériel (3e RMAT)

### Unités vietnamiennes, laotienne et cambodgienne
- 1er bataillon de parachutistes vietnamiens (1er BPVN - dissous).
- 3e bataillon de parachutistes vietnamiens (3e BPVN - dissous).
- 5e bataillon de parachutistes vietnamiens (5e BPVN - dissous).
- 6e bataillon de parachutistes vietnamiens (6e BPVN - dissous).
- 7e bataillon de parachutistes vietnamiens (7e BPVN - dissous).
- 3e compagnie du génie aéroporté vietnamien (3e CGAPVN - dissoute)
- 1er bataillon de parachutistes khmers (créé le 1er décembre 1952 au Cambodge).
- 1er bataillon de parachutistes laotiens (en) (créé le 1er octobre 1951 à Vientiane, Laos).
- Commando Dam San (ou Commando d'Extrême-Orient, 1956-1960)[2]

### Unités de parachutistes algériens
- 19e bataillon de parachutistes algériens
- 14e brigade de tirailleurs algériens parachutistes

## Armée de l'air
- 601e groupe d'infanterie de l'air (dissous)
- 602e groupe d'infanterie de l'air (dissous)
- Compagnie de marche de l'infanterie de l'air (dissous)
- 1re compagnie d'infanterie de l'air (dissous)
- 1re compagnie de chasseurs parachutistes(dissous)
- 1er régiment de chasseurs parachutistes (transféré à l'armée de terre)
- 1er bataillon d'infanterie de l'air (dissous)
- 3e bataillon d'infanterie de l'air (dissous)
- 4e bataillon d'infanterie de l'air (dissous))
- 2e régiment de chasseurs parachutistes sas (dissous)
- 3e régiment de chasseurs parachutistes sas (dissous)
- Groupement des commandos parachutistes de l'air 00/541 (dissous)
- Centre Air de Saut en Vol 51.566 (CASV)
- Commando parachutiste de l'air no 10 (recréé)
- Commando parachutiste de l'air no 20 (recréé)
- Commando parachutiste de l'air no 30 (recréé)
- Commando parachutiste de l'air no 40 (dissous)
- Commando parachutiste de l'air no 50 (dissous)

## Marine nationale
- Commando Parachutiste de l'Aéronautique Navale (dissous).
- Commando Ponchardier (SAS B1 - dissous puis recréé).
- Commando Hubert
- Groupement des Fusiliers Marins Commandos (Groufumaco - dissous).
- Commando François (dissous, en voie de reconstitution).
- Commando de Penfentenyo
- Commando Jaubert
- Commando de Montfort
- Commando Trépel
- École des Fusiliers Marins
- Base des Fusiliers Marins et des Commandos (Basefusco).
- Commando Kieffer

## Gendarmerie nationale
- Le GIGN ; Groupe d'intervention de la Gendarmerie nationale

## Sources et bibliographie
- E. Micheletti et J. Baltzer, Insignes et brevets parachutistes de l'armée française, éditions Histoires et Collections, 2001,  (ISBN 2-913903-11-8).
- Collectif, Histoire des parachutistes français, Société de Production Littéraire, 1975.